# Eisenbahnmuseum Schwarzwald
Das Eisenbahnmuseum Schwarzwald ist ein Museum für Modelleisenbahnen in Schramberg und eine Erweiterung der Auto- und Uhrenwelt Schramberg. Es wurde am 27. Oktober 2012 eröffnet und beherbergt eine umfangreiche Modelleisenbahnsammlung der Nenngröße 2. Die Sammlung besteht aus 900 handgefertigten Fahrzeugmodellen, jedes besteht aus rund 10.000 Einzelteilen. Auf einer rund 400 Quadratmeter großen Anlage können Besucher auch Züge steuern. Das Museum zeigt mit 500 Handarbeits-Finescale-Modellen der Nenngröße 2 die weltweit größte Sammlung.

## Standort und Geschichte
Das Eisenbahnmuseum ist in einem Gebäude der ehemaligen Hamburg-Amerikanischen Uhrenfabrik (H.A.U.) in Schramberg untergebracht, die 1875 von Paul Landenberger und Phillip Lang zunächst als Uhrenfabrik Landenberger & Lang gegründet wurde. Zwischenzeitlich in eine Aktiengesellschaft umgewandelt, wurde die Firma 1883 in Hamburg-Amerikanische Uhrenfabrik geändert, weil der Sitz zunächst in Hamburg war und Uhren nach „amerikanischem System“ hergestellt wurden. 1930 wurde die H.A.U. vom Unternehmen Junghans übernommen und wenig später aus dem Handelsregister gelöscht. Die Fabrikgebäude wurden bis 1988 vom – seit 1956 zum Diehl-Konzern gehörenden – Unternehmen Junghans genutzt. Ab 1989 entstand auf dem Gelände der ehemaligen Fabrik der Gewerbepark HAU. 2012 erwarb die Stadt Schramberg die noch erhaltenen Gebäude.

## Architektur
Das ehemalige Fabrikgebäude wurde 1904 für die Hamburg-Amerikanische Uhrenfabrik nach den Plänen des seinerzeit bekannten Stuttgarter Industriearchitekten Philipp Jakob Manz erbaut. Darin richtete man die Tischlerei nach modernsten Gesichtspunkten neu ein: mit Trockenraum, Spritzmalerei, Lackiererei und Bohrmaschinen. Das unter Denkmalschutz stehende Gebäude wurde 2009 restauriert. Die damals eingesetzten panzerverglasten Fenster waren im Rahmen der Fenstergrundkonstruktionen eine Sonderkonstruktion und Vorläufer für das in der direkten Folge entwickelte Isolierglasfenster. Das Museum befindet sich im Erdgeschoss und erstreckt sich auf 742 Quadratmeter Fläche.

## Leihgeber der Exponate
Leihgeber der Exponate ist die Regionalgruppe Süd der Interessengemeinschaft Spur II, die sich mit Modelleisenbahnen im Maßstab 1:22,5 (Nenngröße 2) beschäftigt. Die Interessengemeinschaft ist unabhängig von einzelnen Herstellern.

## Exponate

### Gebirgsanlage
Die Gebirgsanlage umfasst eine Größe von 20 m × 7,5 m. 220 m Gleis wurden in Normal- und Meterspur verlegt. Mittels Drucktaster kann jeder Besucher einen Teil der Züge steuern.

### Bahnbetriebswerk
Dieses Schaustück mit einer Größe von 8 m × 1,4 m zeigt die damals nötigen Arbeitsabläufe bei der Wartung von Dampflokomotiven abseits vom Bahnsteig. Im Bahnbetriebswerk ergänzten die Lokomotiven ihre Betriebsstoffe wie Kohle, Wasser und Sand. Mit Lokomotivschuppen, Drehscheibe, Wasserkränen, Schlackegrube, Wiegebunker und Besandungsanlage zeigt die Schauanlage eine typische und längst vergangene Szenerie der Dampflokära.

### Weitere Ausstellungsbereiche
- Tin-Plate: Märklin Spur-1-Tin-Plate-Ausstellung mit Modellen von 1895 bis 1935 und eine Spur-0-Anlage aus dem Jahr 1935.
- LGB-Anlage: „Pastelania“, Maßstab 1:22,5, 45 mm Schmalspur
- Amerika-Diorama: Nenngröße 2, Maßstab 1:22,5, 45 mm Schmalspur
- Dampf-Bahnbetriebswerk: 7,5 m × 2 m, Maßstab 1:22,5, 64 mm Regelspur und 45 mm Schmalspur
- Neben der 400 m² großen Anlage werden 900 handgefertigte Eisenbahnmodelle in rund 170 laufenden Metern Glasvitrinen präsentiert.